# Coupe du monde de ski alpin 2021-2022
Navigation
Édition précédente Édition suivante
La Coupe du monde de ski alpin 2021-2022 est la 56e édition de la Coupe du monde de ski alpin, compétition organisée annuellement. Elle se déroule du 23 octobre 2021 au 20 mars 2022, entrecoupée au mois de février par les Jeux olympiques d'hiver 2022 à Pékin. Les finales de la Coupe du monde ont lieu à Courchevel-Méribel, site des championnats du monde 2023. Les tenants du gros globe de cristal sont Alexis Pinturault et Petra Vlhová. Chez les hommes, Marco Odermatt mène un rythme impressionnant, multiplie les victoires en slalom géant et les gros points en Super-G et en descente pour se poser en principal prétendant à la victoire au classement général. Côté féminin, un duel oppose la tenante du titre slovaque et Mikaela Shiffrin. Petra Vlhová s'adjuge le petit globe du slalom à deux courses de la fin. Ceux du Super-G reviennent également avant la fin de saison à Aleksander Aamodt Kilde chez les hommes et à Federica Brignone chez les femmes, tout comme celui du slalom géant hommes que s'adjuge Marco Odermatt. Le trophée du slalom hommes revient à Henrik Kristoffersen , celui du géant dames est gagné à la dernière course par Tessa Worley, tandis que Sofia Goggia remporte pour la troisième fois le petit globe de la descente féminine.
Le 16 mars, à l'arrivée de la descente des finales de Courchevel/Méribel, Marco Odermatt s'assure définitivement la victoire au classement général, s'adjugeant le gros globe de cristal à 24 ans, douze saisons après son compatriote Carlo Janka. Il est le cinquième skieur suisse à gagner le principal trophée de la Coupe du monde de ski alpin. La même descente permet à Aleksander Aamodt Kilde de gagner les deux globes de la vitesse masculine. Le lendemain, en se classant deuxième du Super-G féminin, Mikaela Shiffrin remporte le classement général pour la quatrième fois de sa carrière, devenant l'égale de sa compatriote Lindsey Vonn.

## Programme de la saison
La saison commence par la traditionnelle étape d'ouverture les 23 et 24 octobre à Sölden et se termine par les finales à Courchevel-Méribel en mars 2022 : il s'agit pour ces deux stations des Trois Vallées d'une répétition générale en vue des championnats du monde 2023. La Coupe du monde se met en pause en février 2022 pour laisser la place aux Jeux olympiques à Pékin. Dans un programme qui respecte un parfait équilibre entre épreuves techniques (slalom, géant) et de vitesse (descente, super-G) avec dix-huit courses dans chaque catégorie chez les hommes comme chez les femmes, le combiné alpin disparaît définitivement du calendrier. Les épreuves parallèles, bien que critiquées par les coureurs, et dont diverses formules ont été testées les saisons passées, conservent deux rendez-vous : des géants parallèles (hommes et femmes) en début de saison, et un Team Event lors des finales.

### Saison des messieurs
38 épreuves sont prévues au départ pour les messieurs cette saison et se composent de :
- 10 épreuves de descente
- 7 épreuves de super-G
- 8 épreuves de slalom géant
- 10 épreuves de slalom
- 2 épreuves de parallèle dont 1 par équipe (mixte).

Ces épreuves se déroulent sur 18 sites.
| \| Lake Louise Beaver Creek \| Sites des compétitions en Amérique du Nord |
| Lake Louise Beaver Creek                                                  |

| Lake Louise Beaver Creek |

| \| Sölden Zürs Val-d'Isère Val Gardena Alta Badia Madonna Bormio Zagreb Adelboden Wengen Kitzbühel Schladming Garmisch Kranjska Gora Courchevel \| Sites des compétitions dans les Alpes |
| Sölden Zürs Val-d'Isère Val Gardena Alta Badia Madonna Bormio Zagreb Adelboden Wengen Kitzbühel Schladming Garmisch Kranjska Gora Courchevel                                             |

| Sölden Zürs Val-d'Isère Val Gardena Alta Badia Madonna Bormio Zagreb Adelboden Wengen Kitzbühel Schladming Garmisch Kranjska Gora Courchevel |

| \| Kvitfjell \| Sites des compétitions en Europe (hors des Alpes) |
| Kvitfjell                                                         |

| Kvitfjell |

| \| Lake Louise Beaver Creek \| Sites des compétitions en Amérique du Nord |
| Lake Louise Beaver Creek                                                  |

| Lake Louise Beaver Creek |

| \| Sölden Zürs Val-d'Isère Val Gardena Alta Badia Madonna Bormio Zagreb Adelboden Wengen Kitzbühel Schladming Garmisch Kranjska Gora Courchevel \| Sites des compétitions dans les Alpes |
| Sölden Zürs Val-d'Isère Val Gardena Alta Badia Madonna Bormio Zagreb Adelboden Wengen Kitzbühel Schladming Garmisch Kranjska Gora Courchevel                                             |

| Sölden Zürs Val-d'Isère Val Gardena Alta Badia Madonna Bormio Zagreb Adelboden Wengen Kitzbühel Schladming Garmisch Kranjska Gora Courchevel |

| \| Kvitfjell \| Sites des compétitions en Europe (hors des Alpes) |
| Kvitfjell                                                         |

| Kvitfjell |

### Saison des dames
38 épreuves sont prévues au départ pour les dames cette saison et se composent de :
- 9 épreuves de descente
- 9 épreuves de super-G
- 9 épreuves de slalom géant
- 9 épreuves de slalom
- 2 épreuves de parallèle dont 1 par équipe (mixte).

Ces épreuves se déroulent sur 20 sites.
| \| Lake Louise Killington \| Sites des compétitions en Amérique du Nord |
| Lake Louise Killington                                                  |

| Lake Louise Killington |

| \| Sölden Zürs Saint-Moritz Val-d'Isère Courchevel Lienz Zagreb Maribor Flachau Zauchensee Cortina d'Ampezzo Kronplatz/Plande Corones Garmisch Crans-Montana Lenzerheide \| Sites des compétitions dans les Alpes |
| Sölden Zürs Saint-Moritz Val-d'Isère Courchevel Lienz Zagreb Maribor Flachau Zauchensee Cortina d'Ampezzo Kronplatz/Plande Corones Garmisch Crans-Montana Lenzerheide                                             |

| Sölden Zürs Saint-Moritz Val-d'Isère Courchevel Lienz Zagreb Maribor Flachau Zauchensee Cortina d'Ampezzo Kronplatz/Plande Corones Garmisch Crans-Montana Lenzerheide |

| \| Levi Åre \| Sites des compétitions en Europe (hors des Alpes) |
| Levi Åre                                                         |

| Levi Åre |

| \| Lake Louise Killington \| Sites des compétitions en Amérique du Nord |
| Lake Louise Killington                                                  |

| Lake Louise Killington |

| \| Sölden Zürs Saint-Moritz Val-d'Isère Courchevel Lienz Zagreb Maribor Flachau Zauchensee Cortina d'Ampezzo Kronplatz/Plande Corones Garmisch Crans-Montana Lenzerheide \| Sites des compétitions dans les Alpes |
| Sölden Zürs Saint-Moritz Val-d'Isère Courchevel Lienz Zagreb Maribor Flachau Zauchensee Cortina d'Ampezzo Kronplatz/Plande Corones Garmisch Crans-Montana Lenzerheide                                             |

| Sölden Zürs Saint-Moritz Val-d'Isère Courchevel Lienz Zagreb Maribor Flachau Zauchensee Cortina d'Ampezzo Kronplatz/Plande Corones Garmisch Crans-Montana Lenzerheide |

| \| Levi Åre \| Sites des compétitions en Europe (hors des Alpes) |
| Levi Åre                                                         |

| Levi Åre |

### Attribution des points
Le système donne 100 points au vainqueur puis un nombre de points décroissant jusqu'à la 30e place. Il a changé plusieurs fois ; le système actuel date de la saison 1992-1993.
| Place                 | 1   | 2  | 3  | 4  | 5  | 6  | 7  | 8  | 9  | 10 | 11 | 12 | 13 | 14 | 15 | 16 | 17 | 18 | 19 | 20 | 21 | 22 | 23 | 24 | 25 | 26 | 27 | 28 | 29 | 30 |
| --------------------- | --- | -- | -- | -- | -- | -- | -- | -- | -- | -- | -- | -- | -- | -- | -- | -- | -- | -- | -- | -- | -- | -- | -- | -- | -- | -- | -- | -- | -- | -- |
| Système actuel 1993 – | 100 | 80 | 60 | 50 | 45 | 40 | 36 | 32 | 29 | 26 | 24 | 22 | 20 | 18 | 16 | 15 | 14 | 13 | 12 | 11 | 10 | 9  | 8  | 7  | 6  | 5  | 4  | 3  | 2  | 1  |

## Tableau d'honneur
| Discipline        | Homme                   | Femme             |
| ----------------- | ----------------------- | ----------------- |
| Général           | Marco Odermatt          | Mikaela Shiffrin  |
| Descente          | Aleksander Aamodt Kilde | Sofia Goggia      |
| Slalom            | Henrik Kristoffersen    | Petra Vlhová      |
| Géant             | Marco Odermatt          | Tessa Worley      |
| Super-G           | Aleksander Aamodt Kilde | Federica Brignone |
| Parallèle         | Christian Hirschbühl    | Andreja Slokar    |
| Coupe des nations | Suisse                  | Autriche          |
| Coupe des nations | Autriche                |                   |

## Déroulement de la saison

### Avant les Jeux de Pékin
La première course de la saison est comme de tradition le géant féminin de Sölden, disputé le 23 octobre sur le glacier de Rettenbach, et c'est Mikaela Shiffrin qui s'impose, là où elle avait signé sa première victoire dans la discipline en 2014, remportant le 70e succès de sa carrière et le 13e en géant. Deuxième de la première manche à 2/100e de seconde de Lara Gut-Behrami, elle réalise le meilleur temps sur le deuxième tracé et devance la Suissesse de 14/100e au total. Petra Vlhová prend la troisième place. Le lendemain, Marco Odermatt qui avait été l'hiver précédent le principal rival d'Alexis Pinturault dans la course au gros globe de cristal, remporte le premier géant masculin de la saison après avoir réalisé le troisième temps de la première manche. il s'agit de la cinquième victoire de sa carrière en Coupe du monde et de sa troisième en slalom géant. Il devance de 7/100e de seconde Roland Leitinger, meilleur temps sur le premier tracé, et de 10/100e Žan Kranjec, Pas au meilleur de sa forme physique, Alexis Pinturault se classe 5e alors que Mathieu Faivre, 2e temps de la première manche, rate son deuxième acte et termine 11e.
Les 13 et 14 novembre, pour les seules épreuves parallèles individuelles de la saison, disputées dans la station suisse de Zürs, Andreja Slokar et Christian Hirschbühl remportent leurs premières victoires en Coupe du monde, . Ils en profitent pour s'installer provisoirement en tête des classements généraux, la skieuse slovène seule devant Mikaela Shiffrin, et l'autrichien a égalité avec Marco Odermatt. De nombreux protagonistes centraux du circuit alpin manquent à l'appel lors de ces courses, particulièrement côté féminin.
Les deux premiers slaloms féminins de la saison ont lieu espacés de 24 heures à Levi (Finlande) et les podiums sont identiques : Petra Vlhová domine les quatre manches et réalise le doublé comme la saison précédente. Les deux podiums sont complétés par Mikaela Shiffrin deuxième et Lena Dürr troisième. Le weekend des 27 et 28 novembre, la météo perturbe les courses masculines de vitesse à Lake Louise, et les épreuves techniques féminines de Killington. Ainsi, la première descente et le Super-G prévus dans la station canadienne ne peuvent avoir lieu. Entre les deux, l'épreuve inaugurale de la saison en descente est remportée par le double champion olympique Matthias Mayer qui signe sa septième victoire dans la discipline et la onzième de sa carrière, devant deux habitués : Vincent Kriechmayr et Beat Feuz. À Killington, après l'annulation du slalom géant, Mikaela Shiffrin s'adjuge un nouveau record : elle remporte sa 46e victoire en slalom, égalant le plus grand nombre de succès dans une discipline, détenu depuis 32 ans par Ingemar Stenmark (46 victoires en slalom géant). Devant son public, elle réalise le deuxième temps de la première manche derrière Petra Vlhová, puis repousse loin toutes ses rivales sur le deuxième tracé pour rester invaincue dans la station du Vermont : cinq slaloms y ont été disputés, elle s'est imposée les cinq fois.
Lors du weekend du 3 au 5 décembre, Sofia Goggia réalise un exploit rare : elle gagne les trois épreuves de vitesse de Lake Louise, deux descentes puis un Super-G. Ce hat-trick dans la station canadienne avait précédemment été réalisé à trois reprises par Lindsey Vonn (en 2011, 2012 et 2015) et par Katja Seizinger (en 1997). Mikaela Shiffrin, de retour en vitesse, engrange des points en tête du classement général en prenant la sixième place du Super-G. Chez les hommes, Marco Odermatt et Aleksander Aamodt Kilde, de retour d'une blessure qui lui avait fait manquer toute la deuxième partie de la saison 2020-2021, s'annoncent comme des protagonistes de premier plan pour le classement général. À Beaver Creek, le Suisse gagne le premier Super-G et sa deuxième victoire de la saison. Dans la foulée, le Norvégien réalise un doublé en s'imposant dans le deuxième Super-G devant Odermatt, puis dans la descente devant Matthias Mayer et Beat Feuz. La deuxième descente prévue le dimanche, est annulée en raison des conditions météorologiques.
Les 11 et 12 décembre, les hommes sont à Val d'Isère pour un Géant et un slalom sur la Face de Bellevarde, alors que les femmes disputent deux Super-G à Saint-Moritz. Dans la première épreuve technique masculine, Marco Odermatt l'emporte encore, devant Alexis Pinturault qui monte sur son premier podium de la saison. Le Lendemain pour le premier slalom de la saison, Clément Noël comble d'aise son public en remportant les deux manches avec une avance d'une seconde et 40 centièmes sur le norvégien Kristoffer Jakobsen qui obtient le premier podium de sa carrière. Sur la piste suisse Corviglia, Lara Gut-Behrami remporte sa première victoire de la saison, mais chute lourdement le lendemain lors du deuxième Super-G gagné par Federica Brignone. De son côté, Mikaela Shiffrin signe son retour en vitesse, avec deux troisièmes places, ce qui lui permet de distancer la tenante du titre Petra Vlhová et principale rivale toutes disciplines confondues au classement général, car du côté des épreuves de vitesse Sofia Goggia se montre imbattable en gagnant sa septième descente consécutive sur douze mois (elle a raté sur blessure la moitié de la saison précédente), à Val d'Isère le 18 décembre, ce qui permet à l'Italienne de prendre provisoirement la première place dans la course au gros globe. Le même jour sur la Sasslong de Val Gardena, l'Américain Bryce Bennett remporte la descente et la première victoire de sa carrière en Coupe du monde à 29 ans. Sofia Goggia poursuit son début de saison tonitruant en remportant déjà sa cinquième victoire depuis le début décembre, réalisant le doublé sur la Piste Oreiller-Killy en s'imposant dans le Super-G le 19 décembre.
Parallèlement, à Alta Badia sur la piste de géant Gran Risa, Henrik Kristoffersen, à la faveur d'une deuxième manche supersonique (il était septième sur le premier tracé), remporte sa première victoire cette saison, la 24e de sa carrière et sa 5e dans la discipline, devant Marco Odermatt, alors que le vainqueur de l'année précédente Alexis Pinturault se classe quinzième, une place de mieux que Mathieu Faivre meilleur temps de la première manche. Le deuxième géant sur la Gran Risa a lieu le lendemain, et Odermatt s'impose pour la troisième fois dans la discipline cette saison (sur quatre géants disputés sa plus mauvaise place est deuxième) cette fois devant Luca De Aliprandini et Alexander Schmid avec de gros écarts (1 min 01 s sur l'italien au terme des deux manches). Au total, il aura engrangé 180 points dans la station des dolomites en 24 heures, augmentant son avance en tête du classement général. Quant à Alexis Pinturault, tenant du gros globe de cristal, il se trouve dans une mauvaise passe et termine 18e.
Le 21 décembre, Mikaela Shiffrin remporte pour la quatrième fois un slalom géant sur le stade Émile Allais de Courchevel, sa quatorzième victoire dans la discipline et la soixante-douzième de sa carrière, totalisant 200 points en deux épreuves disputées cette saison dans la spécialité. Elle creuse de gros écarts en première manche, contrôle la seconde et devance à l'arrivée Sara Hector et Michelle Gisin qui obtiennent toutes deux leurs premiers podiums de la saison. La skieuse américaine reprend la première place du classement général à Sofia Goggia, distancée de 35 points, avant un deuxième géant dans la station des Trois Vallées programmé 24 heures plus tard et remporté par Sara Hector qui obtient son deuxième succès en Coupe du monde sept ans après le précédent, dans la même discipline. Meilleur temps de la première manche, elle devance Mikaela Shiffrin à 35/100e et Marta Bassino à 60/100e. Sofia Goggia étant sortie des deux épreuves, Shiffrin la distance de 115 points au classement général en deux courses. Le même jour, les hommes disputent le slalom nocturne de Madonna di Campiglio. Clément Noël domine largement la première manche et a encore la victoire en poche à une porte de l'arrivée sur le deuxième tracé avec 91/100e d'avance au dernier intermédiaire. Mais il rate cette porte sur la ligne d'arrivée et laisse la victoire au champion du monde 2021 Sebastian Foss Solevåg qui devance Alexis Pinturault, lequel se rassure après ses mauvais résultats dans les géants d'Alta Badia.
Le 28 décembre, Dominik Paris signe son premier succès de la saison en s'imposant pour la sixième fois depuis 2012 en descente sur la Stelvio de Bormio. Il devance de 24/100e Marco Odermatt dont la deuxième place est le meilleur résultat de sa carrière dans la discipline, qui lui permet d'augmenter encore son avance au classement général. Le même jour, les femmes disputent le Géant de Lienz dont Mikaela Shiffrin est absente après avoir été contrôlée positive au Covid-19. Après une cinquième et une quatrième place dans les géants de Courchevel, Tessa Worley remporte la quinzième victoire de sa carrière, qui est aussi son premier podium de la saison, ce qui la place parmi les trois skieuses les plus victorieuses dans la discipline. Elle confirme son meilleur temps de la première manche en devançant finalement Petra Vlhová de 30/100e et Sara Hector de 38/100e. Le lendemain dans la station autrichienne, Vlhová domine le slalom (sa quinzième victoire entre les piquets serrés et le cinquantième podium de sa carrière), accompagnée sur le podium par Katharina Liensberger et Michelle Gisin. La skieuse slovaque totalise ainsi 180 points en deux courses à Lienz, ce qui lui permet de se replacer au classement général en l'absence de Shiffrin et de prendre de l'avance au classement du slalom avec trois victoires et une deuxième place dans la discipline en quatre courses disputées depuis le début de saison. À Bormio, Aleksander Aamodt Kilde poursuit sa série avec une troisième victoire consécutive en Super-G. Vincent Kriechmayr est longtemps deuxième quand son compatriote Raphael Haaser, dossard no 25, vient lui chiper sa place et obtient son premier podium en Coupe du monde.
Slalomeuses et slalomeurs ont rendez vous les 4 et 5 janvier à Zagreb. Par un température clémente, sur une neige salée et balayée par le vent faisant voler les feuilles qui parsèment une piste se dégradant rapidement, Petra Vlhová reste dominatrice avec une quatrième victoire en cinq courses disputées dans la discipline et un vingt-quatrième succès en carrière. Elle devance à nouveau Mikaela Shiffrin (d'une demi-seconde au terme des deux manches) alors que Katharina Liensberger termine troisième à plus de deux secondes. Les conditions météo ne s'arrangent pas le lendemain, et le slalom masculin est reporté de 24 heures. Malheureusement, le 6 janvier, l'état de la piste se dégradant à toute allure (Sebastian Foss Solevåg, parti avec le dossard no 1 y gagnant un important avantage), la course est à plusieurs reprises interrompue pour tenter de la remettre en état, puis définitivement annulée après le passage de 19 coureurs. Sur ce terrain dégradé, Victor Muffat-Jeandet, dossard no 12, se fracture la cheville droite et doit mettre un terme à sa saison.
Adelboden sur la Chuenigsbärgli pour les hommes et Kranjska Gora sur la Podkoren pour les femmes, accueillent chacune un géant et un slalom les 8 et 9 janvier. Dans la station slovène, Sara Hector remporte sa deuxième victoire de la saison en gagnant les deux manches du géant pour devancer Tessa Worley et Marta Bassino, la suédoise s'emparant du coup du dossard rouge de leader dans la course au petit globe de la discipline. Sur la piste suisse où Marcel Hirscher a établi un record de neuf victoires, Marco Odermatt ravit son public et poursuit sa série qui en fait un vainqueur en puissance du gros globe de cristal (aucun suisse ne l'a gagné depuis Carlo Janka en 2009-2010). Il remporte sa quatrième victoire en cinq géants disputés depuis le début de saison devant Manuel Feller et Alexis Pinturault et creuse un gouffre de 376 points sur Aleksander Aamodt Kilde au classement général.
Le lendemain à Kranjska Gora, Petra Vlhová gagne son cinquième slalom en six courses (son autre résultat étant une deuxième place) en prenant le meilleur sur Wendy Holdener qui a réalisé le meilleur temps de la première manche. Anna Swenn-Larsson se classe troisième à plus d'une seconde, alors que Mikaela Shiffrin qui possédait une avance de 1 s 07 au troisième intermédiaire, finit par enfourcher sur le bas du tracé et voit sa rivale slovaque revenir à 35 points au classement général. Sous les chutes de neige à Adelboden, les trois premiers du classement slalom (Sebastian Foss Solevåg, Kristoffer Jakobsen et Clément Noël) enfourchent ou sortent sur le premier tracé, alors que Johannes Strolz parti avec le dossard no 38, se place septième d'une première manche dominée par Manuel Feller et Fabio Gstrein à égalité de temps. Bien placé lui aussi, Alexis Pinturault sort sur le deuxième tracé, Strolz, qui n'avait jamais fait mieux que dixième en slalom (en 2020), réussit un parcours parfait, et fond en larmes au fur et à mesure que les coureurs qui s'élancent après lui butent sur son chrono. Jusqu'aux derniers, Feller qui échoue à 17/100e pour un doublé autrichien, et Gstrein qui sort du tracé. Strolz obtient ainsi sa première victoire qui est également à l'âge de 29 ans, son premier podium.
Les femmes courent pour la première fois sur la Planai de Schladming pour un slalom nocturne le 11 janvier, où Mikaela Shiffrin s'impose devant Petra Vlhová en réalisant le meilleur temps de la deuxième manche. Elle gagne ainsi un 47e succès dans la même discipline, nouveau record hommes et femmes confondus devant les 46 victoires d'Ingemar Stenmark en slalom géant. Il s'agit également de la 73e victoire de sa carrière. Quant à Vlhová, son avance est désormais suffisante pour qu'elle remporte le petit globe de cristal du slalom alors qu'il reste encore deux courses à disputer. Les hommes sont à Wengen pour un copieux programme, qui commence avec un Super-G, se poursuit deux descentes sur le Lauberhorn et se conclut par un slalom. Le 13 janvier, Marco Odermatt se montre à nouveau irrésistible dans le Super-G. Il bat Aleksander Aamodt Kilde de 23/100e, Matthias Mayer se classant troisième, et creuse encore un peu plus l'écart dans la course au gros globe avec une sixième victoire cette saison. Le duel pour les gros points entre le Suisse et le Norvégien (qui réalisent la meilleure saison de leurs carrières respectives) se poursuit : dans la première des deux descentes de Wengen, Kilde l'emporte au lendemain du Super-G, la onzième victoire de sa carrière et sa deuxième cette saison dans la spécialité ce qui lui permet de s'installer en tête du classement pour le petit globe de la descente. Odermatt prend la deuxième place à 19/100e (Beat Feuz est troisième à 30/100e), la « fusée suisse » de 24 ans ne perdant que 20 points par rapport à son rival scandinave et conservant donc une importante avance de 376 unités au général.
Le 15 janvier, les femmes disputent la descente de Zauchensee et Sofia Goggia partie pour rester invaincue dans la discipline avec une belle avance à l'intermédiaire, part à la faute et termine sa course dans les filets, heureusement sans se blesser. Sa série de victoires (sept) qui durait depuis la saison précédente s'interrompt donc, et c'est Lara Gut-Behrami qui s'impose pour sa douzième victoire en descente et son 34e succès. Elle devance Kira Weidle de 10/100e et Ramona Siebenhofer de 44/100e. Dans la deuxième descente masculine de Wengen, le champion du monde en titre Vincent Kriechmayr remporte sa première victoire de la saison en battant Beat Feuz et Dominik Paris. Ce succès de l'Autrichien a lieu sur fond de polémique : en effet, positif au Covid-19, il n'a pas pu participer aux deux entraînements obligatoires pour pouvoir disputer la course. Avec un test négatif arrivé tardivement, la FIS a organisé un entraînement matinal le vendredi, pour lui seul. Or le règlement stipulant qu'il s'agit de pousser le portillon de départ, c'est ce qu'il a fait, s'arrêtant immédiatement sous la cabane de départ. Sa descente victorieuse le lendemain a lieu sous les sifflets des spectateurs. Marco Odermatt se classe quatrième et engrange encore des gros points sur la route de sa probable victoire au classement général. C'était aussi la course où Carlo Janka, vainqueur du gros globe en 2009-2010 et champion olympique du slalom géant lors des Jeux de Vancouver 2010, a fait ses adieux au ski de compétition.
Le dimanche, le slalom de Wengen donne lieu à un exploit incroyable de Lucas Braathen : le Norvégien, qui avait signé à l'âge de 20 ans sa première victoire dans le géant de Sölden en ouverture de la Coupe du monde 2020-2021 avant de se blesser sévèrement début janvier à Adelboden ce qui avait mis un terme à sa saison, s'impose un an après entre les piquets serrés : 29e temps de la première manche à 2 s 04 de son compatriote Henrik Kristoffersen, il réalise une grande performance sur le deuxième tracé, et les vingt-huit coureurs qui s'élancent après lui butent tous sur son chrono, ou partent à la faute, tel Kristoffersen qui « referme le portillon » et enfourche à quelques portes de l'arrivée. Huitième et neuvième de la première manche, Daniel Yule et Giuliano Razzoli (le champion olympique de slalom 2010 est âgé de 37 ans et n'avait pas été à pareille fête depuis longtemps), l'accompagnent sur le podium. Braathen est le premier coureur dans l'histoire de la Coupe du monde à avoir remonté 28 places dans une épreuve technique. À Zauchensee, Federica Brignone s'impose dans le Super-G, sa deuxième victoire de la saison dans la discipline et la dix-huitième de sa carrière. Tessa Worley égale le meilleur résultat de sa carrière en Super-G en prenant la cinquième place, à égalité de temps avec sa compatriote Laura Gauché qui pour sa part n'avait jamais obtenu un tel résultat sur le circuit international.
Le 21 janvier, Aleksander Aamodt Kilde réalise un exploit rare en gagnant les deux « grandes classiques » de l'hiver en descente. Après sa victoire sur le Lauberhorn à Wengen le 14 janvier, il s'impose une semaine plus tard sur la Streif de Kitzbühel (dont le départ est légèrement rabaissé au niveau de la Mausefalle) pour la première fois de sa carrière. Le dernier coureur à avoir accompli ce doublé particulier était Didier Défago lors de la saison 2008-2009, mais il s'agissait de ses deux seules victoires de l'hiver, alors que Kilde en compte déjà six : trois descentes et autant de Super-G. Il prend du coup le dossard rouge de leader du classement de la descente. Johan Clarey améliore pour sa part son record du plus vieux skieur étant monté sur un podium en Coupe du monde : le Français, qui a fêté ses 41 ans le 8 janvier, se classe deuxième à 42/100e de Kilde, offrant ainsi un premier top 3 à son équipe cette saison dans la discipline. Mais ce n'est pas tout : alors que le classement de la course semble figé, Matthias Mayer tenant la troisième place à 67/100e, Blaise Giezendanner s'élance avec le dossard no 43, et le coéquipier de Clarey qui n'avait jamais fait mieux que huitième, gagne sa place sur le podium en passant la ligne d'arrivée 4/100e devant Mayer. Cinquième, Marco Odermatt engrange encore des gros points au classement général.
Les femmes sont sur l'Olimpia Delle Tofane de Cortina d'Ampezzo pour une descente et un Super-G. Une semaine après sa grosse chute à Zauchensee qui avait mis un terme à sa série de victoires, Sofia Goggia s'impose pour la sixième fois de l'hiver (dont deux victoires en Super-G-) lors d'une descente très engagée où elle multiplie les fautes, sortant parfois largement de la trajectoire, mais emmenant beaucoup de vitesse de haut en bas pour l'emporter avec 20/100e d'avance sur Ramona Siebenhofer, alors que la double championne olympique sur une et deux planches Ester Ledecka qui continue à naviguer entre le snowboard « alpin » (elle a remporté le géant parallèle de Cortina en décembre) et le ski de vitesse, obtient le sixième podium de sa carrière en Coupe du monde de ski alpin. À Kitzbühel, où le programme masculin se poursuit avec un slalom sur la Ganslern, Dave Ryding tourne une page d'histoire : sous la neige, alors que beaucoup de favoris perdent leurs illusions en deuxième manche (onze abandons sur trente partants), il réussit à s'imposer à l'âge de 35 ans, après avoir signé le sixième temps sur le premier tracé, battant finalement Lucas Braathen (qui s'empare du dossard rouge de leader de la discipline) de 38/100e et Henrik Kristoffersen de 56/100e. Il devient le premier skieur britannique à gagner une course de la Coupe du monde de ski alpin depuis sa création en 1967.
Pour la deuxième descente de Kitzbühel, dont le départ est cette fois donné tout en haut de la Streif, Beat Feuz remporte sa première victoire de la saison, sa troisième dans la station tyrolienne (comme Pirmin Zurbriggen, Franz Heinzer, Luc Alphand et Dominik Paris) et la treizième de sa carrière. Il ne devance que de 21/100e le vainqueur en puissance du gros globe de cristal, Marco Odermatt (qui atteint les 1 200 points au général), alors que Daniel Hemetsberger, troisième à 90/100e, obtient le premier podium de sa carrière. À Cortina sur l'Olimpia Delle Tofane, Elena Curtoni remporte son premier succès en Super-G et le deuxième de sa carrière. Elle devance Tamara Tippler et Michelle Gisin, alors que sa coéquipière Sofia Goggia fait une grosse chute avec grand écart qui provoque une vive inquiétude son son état physique avant les Jeux de Pékin. Des examens révèlent en effet une entorse du genou gauche avec lésion partielle du ligament croisé (déjà opéré en 2013), et une « petite » fracture du péroné. Sofia Goggia fait part de sa volonté d' être rétablie à temps pour disputer la descente olympique le 15 février.
Le mardi 25 janvier sur la piste de slalom géant Erta de Plan de Corones (Kronplatz), Sara Hector obtient sa troisième victoire de la saison et son cinquième podium en six courses dans la discipline, se ménageant une belle avance en tête de la course au petit globe. Sa poursuivante immédiate, à 95 points, est désormais Tessa Worley qui se classe troisième pour le 35e podium de sa carrière. Au deuxième rang, à seulement 5/100e de la Suédoise, Petra Vlhová qui était en tête après la première manche, revient à 17 points de Mikaela Shiffrin au classement général, l'Américaine prenant la cinquième place de cette course. Le soir, les hommes disputent le slalom nocturne de Schladming, leur dernière épreuve avant les Jeux de Pékin. Dans cette discipline, Linus Straßer est le sixième vainqueur différent en six courses cette saison. Le slalomeur allemand signe la troisième victoire de sa carrière après s'être classé 5e de la première manche. Il prend le meilleur de seulement 3/100e sur le jeune norvégien Atle Lie McGrath qui monte sur son premier podium en slalom, et de 39/100e sur Manuel Feller, auteur d'une remontée souvent vue cet hiver : meilleur temps de la deuxième manche loin devant tous les autres concurrents, après avoir fini 28e sur le premier tracé, ce qui a fait de lui le troisième concurrent à pousser le portillon pour le deuxième acte. Kristoffer Jakobsen, Giuliano Razzoli, Lucas Braathen et Clément Noël, les quatre premiers de la manche initiale ont ensuite perdu toutes leurs illusions, soit en enfourchant, soit en ne trouvant pas leur rythme.
Les dernières courses féminines avant les Jeux ont lieu à Garmisch-Partenkirchen les 29 et 30 janvier, en l'absence des deux protagonistes pour le classement général et aussi de Sofia Goggia blessée. Dans la descente, Corinne Suter s'adjuge sa première victoire de la saison (et sa troisième dans la discipline) en devançant sa compatriote Jasmine Flury et Cornelia Hütter Le lendemain, cette dernière partage la victoire en Super-G avec Federica Brignone, le troisième succès de l'italienne cet hiver dans cette spécialité et le dix-neuvième au total. Toutes deux passent la ligne d'arrivée en 1 min 18 s 19, et la FIS ne chronomètre pas plus loin qu'au centième de seconde. Il n'y a pas de deuxième place, mais une troisième enlevée par Tamara Tippler.

### Les gros globes pour Marco Odermatt et Mikaela Shiffrin
Dans l'ordre d'apparition : Clément Noël, Sebastian Foss Solevåg, Johannes Strolz, Lucas Braathen, Dave Ryding et Linus Straßer étaient les six vainqueurs différents en six slaloms disputés, avant les Jeux de Pékin où Clément Noël a été sacré champion olympique de la discipline. Cette série particulière continue en Coupe du monde, puisqu'une semaine plus tard, Henrik Kristoffersen s'impose dans le premier des deux slaloms de Garmisch-Partenkirchen le 26 février. Le même jour, la triple médaillée d'or tchèque Ester Ledecka, qui a conservé à Pékin son titre olympique du slalom géant parallèle en snowboard, rechausse ses deux planches et remporte la descente de Crans-Montana, le troisième victoire de sa carrière en Coupe du monde de ski alpin. Le lendemain, dans les deux stations, Kristoffersen s'impose à nouveau pour le deuxième slalom disputé à Garmisch, après avoir signé le huitième temps de la première manche, pour devancer finalement de 35/100e le britannique Dave Ryding qui dispute à 35 ans la meilleure saison de sa carrière avec déjà deux podiums dont une victoire historique à Kitzbühel. Le Norvégien, qui engrange 200 points en 24 heures, s'empare du dossard rouge de leader du classement slalom, Alors qu'à Crans Montana, Priska Nufer gagne la deuxième descente pour s'adjuger à 30 ans la première victoire de sa carrière en Coupe du monde, devançant d'un souffle Ester Ledecka, toujours bien présente, et Sofia Goggia qui augmente son avance pour le petit globe par rapport à sa principale poursuivante championne olympique Corinne Suter. 29e de la première descente, 16e de la deuxième, Petra Vlhová revient à égalité de points en tête du classement général avec Mikaela Shiffrin qui n'a pas disputé ces épreuves de vitesse.
Les hommes disputent deux descentes en 24 heures les 4 et 5 mars à Kvitfjell. Dans la première, deux skieurs qui n'avaient jamais encore gagné en Coupe du monde terminent en tête ex æquo : le Suisse Niels Hintermann et le surprenant canadien Cameron Alexander qui a poussé le portillon avec le dossard n°39. Dans la seconde, c'est Dominik Paris qui l'emporte devant Aleksander Aamodt Kilde et deux troisièmes ex æquo : Beat Feuz et Niels Hintermann à nouveau présent sur le podium. Kjetil Jansrud met fin à sa carrière à 36 ans sur sa piste fétiche (sept victoires en vitesse sur l'Olympiabakken) applaudi par le public durant sa descente et porté en triomphe par ses coéquipiers dans l'aire d'arrivée. Chez les femmes, lors du Super-G disputé à Lenzerheide, Romane Miradoli remporte la première victoire de sa carrière et obtient même son premier podium en Coupe du monde. Aucune skieuse française ne s'était imposée dans la discipline en Coupe du monde depuis Carole Montillet en février 2004, et dans une épreuve de vitesse, Ingrid Jacquemod en descente au mois de janvier 2005. En se classant deuxième alors que sa rivale pour le gros globe Petra Vlhova termine 18e, Mikaela Shiffrin fait une belle opération, puisqu'elle la devance désormais de 67 points, alors qu'elles avaient pris le départ de cette course à égalité. De son côté, Federica Brignone, neuvième de cette course, est désormais hors de portée au classement de la discipline et s'adjuge le petit globe de cristal.
La fin du programme dans les deux stations sont le 6 mars le Super-G hommes et le slalom géant femmes. À Kvitfjell, Aleksander Aamodt Kilde remporte sa quatrième victoire de l'hiver dans la discipline, et s'adjuge le petit globe à une épreuve de la fin. Il devance d'un souffle (7/100e de seconde) le Canadien James Crawford qui, après sa médaille de bronze dans le combiné alpin des Jeux de Pékin, monte sur son premier podium en Coupe du monde, sur lequel figure un habitué, le triple champion olympique Matthias Mayer, troisième à 12/100e. A Lenzerheide, Tessa Worley remporte son deuxième géant de l'hiver et le seizième de sa carrière, en réalisant une bonne deuxième manche après avoir terminé troisième sur le premier tracé. Elle reste en course pour le petit globe de la spécialité, Sara Hector, troisième à l'arrivée, la devançant de 55 points avec encore deux géants à disputer. C'est la première fois depuis onze années que deux françaises gagnent deux épreuves en 24 heures dans la même station (après Worley en géant et Sandrine Aubert en slalom à Åre les 12 et 13 décembre 2009). Quant à Mikaela Shiffrin, quatrième, elle profite de la sortie de Petra Vlhova en première manche pour creuser encore l'écart au général, avec désormais une marge de 117 points.
Le 9 mars, lors du slalom nocturne de Flachau, Atle Lie McGrath remporte la première victoire de sa carrière à 21 ans. Il signe le deuxième temps de la première manche avec le dossard n°21, à 97/100e du plus rapide, Johannes Strolz, et 3/100e devant Clément Noël. Avant-dernier à « pousser le portillon » sur le deuxième tracé, il parvient à devancer Noël de 29/100e au temps total, puis Strolz commet une grosse faute en bas du tracé et termine quatrième, laissant la troisième place à Daniel Yule, à 64/100e de McGrath. « J'ai du mal à trouver les mots. J'ai plusieurs fois été très près du succès, c'est fou de chercher cette victoire ici, on rêve de grandes choses et c'est possible, j'en suis la preuve » dit le skieur américano-norvégien de 21 ans.
Le géant femmes d'Åre disputé en nocturne le 11 mars rebat les cartes au classement général comme à celui du slalom géant. En effet, Petra Vlhova, qui n'avait pas encore gagné dans la discipline cet hiver, l'emporte larrgement avec 1 s 24 d'avance sur Marta Bassino au temps total et 1 s 70 sur Mikaela Shiffrin. La Slovaque revient à 77 points de l'Américaine dans la course au gros globe de Cristal. Quant à Tessa Worley, qui marque les 50 points de la quatrième place, elle revient à 5 unités de Sara Hector, sortie du tracé en deuxième manche : pour le petit globe, tout se jouera lors des finales de Courchevel/Méribel à l'occasion du dernier géant de la saison.
Henrik Kristoffersen finit fort la saison : après son doublé en slalom à Garmisch, il réalise le même exploit en slalom géant, remportant les 12 et 13 mars les deux courses disputées à Kranjska Gora, parvenant à 28 victoires en carrière et cinq cet hiver. Marco Odermatt, deuxième ex æquo du premier géant disputé sur la Podkoren puis troisième de la course organisée 24 heures plus tard, est désormais tout proche du gain du gros globe de cristal. Son avance sur Aleksander Aamodt Kilde au classement général est de 329 points avant les finales de Méribel/Courchevel où 400 points maximum sont à prendre, sachant que le Norvégien ne s'aligne pas en slalom, et ne disputera sans doute pas le géant . En attendant, Odermatt s'adjuge le petit globe du géant, monté sur le podium des 7 courses disputées dans la discipline, dont quatre victoires.
À Åre, à la faveur d'une bonne deuxième manche, Katharina Liensberger remporte le slalom et sa première course cet hiver. Dans le match pour le gros globe, Petra Vlhova se classe quatrième et Mikaela Shiffrin termine neuvième. Avant les finales dans les Alpes françaises, l'écart en faveur de l'Américaine au classement général n'est plus que de 56 points.
La finale de la Coupe du monde commencent par la descente hommes sur la piste de vitesse Eclipse de Courchevel le 16 mars. Elle est remportée par Vincent Kriechmayr et scelle le dénouement pour deux globes de cristal : le gros et celui de la discipline. En se classant deuxième, Marco Odermatt dépasse les 300 points d'avance au classement général sur Aleksander Aamodt Kilde alors qu'il reste trois courses à disputer, et s'assure le gain du principal trophée de la Coupe du monde. Quant à Kilde, quatrième de la course, il conserve une avance de 13 points sur le quadruple tenant du titre Beat Feuz (troisième) et gagne un deuxième petit globe cette saison. À 24 ans, Odermatt succède à son compatriote Carlo Janka, vainqueur de la Coupe du monde 2009-2010 et devient le cinquième suisse vainqueur du trophée, après Peter Lüscher, Pirmin Zurbriggen, Paul Accola et Carlo Janka.
Le même jour et toujours sur la piste Eclipse, la neuvième et dernière descente féminine de la saison est remportée par Mikaela Shiffrin, le troisième succès de sa carrière dans la discipline. Cette victoire à deux conséquences : d'une part, Sofia Goggia qui se classe douzième, fait mieux que la championne olympique Corinne Suter (dix-neuvième) et s'adjuge le petit globe de la descente pour la troisième fois. D'autre part, Petra Vlhova finissant hors des points (seizième, alors que seules les quinze premières marquent lors des finales), l'Américaine fait un pas vers son quatrième gain du gros globe de cristal en prenant une avance de 156 points au classement général.
Le lendemain, la piste Eclipse est le théâtre des Super-G. Dans la course féminine, Ragnhild Mowinckel remporte sa première victoire dans la discipline et la deuxième de sa carrière, quatre ans après son succès en géant à Ofterschwang. Mais surtout, en prenant la deuxième place à 5/100 (le 120e podium de sa carrière), alors que Petra Vlhová termine à nouveau hors des points, Mikaela Shiffrin scelle la course au gros globe de cristal, et s'adjuge le classement général pour la quatrième fois de sa carrière. Elle devient ainsi l'égale de sa compatriote Lindsey Vonn à deux trophées du record d'Annemarie Moser-Pröll qui a gagné six gros globes entre 1969 et 1980. Dans la course masculine, Vincent Kriechmayr réalise le doublé et Marco Odermatt se classe à nouveau deuxième pour son quinzième podium de l'hiver.
Le vendredi a lieu le toujours décrié Team Event. Cette épreuve de géant parallèle par équipe mixte est d'ailleurs boudée par la plupart des athlètes de premier plan, que ce soit pour se concentrer sur les épreuves techniques du week-end (les globes du géant féminin et celui du slalom masculin restent encore à attribuer), se ménager après une longue saison olympique ou éviter une blessure inutile sur une piste endommagée par la chaleur (d'autant plus que la compétition débute à midi). Les États-Unis renoncent carrément à présenter une équipe alors que la Suisse choisit d'aligner autour d'Andrea Ellenberger trois jeunes évoluant habituellement en Coupe d'Europe mais totalement inexpérimentés à ce niveau : Fadri Janutin, Livio Simonet et Delphine Darbellay. Ce sont pourtant eux qui battent en finale leurs éternels rivaux autrichiens emmenés par Stefan Brennsteiner et Katharina Truppe avec pour récompense les 400 points comptant pour la Coupe des Nations. Les Helvètes remportent pour la cinquième fois cette épreuve lors des finales de Coupe du Monde, la première depuis le succès de 2019 à Soldeu.
Le géant masculin du lendemain est anecdotique, Marco Odermatt étant déjà assuré de remporte le globe de le spécialité dans une saison qu'il qualifie de "parfaite". Il permet néanmoins au Nidwaldien qui gagne la course de réussir la performance d'avoir été sur le podium lors de chaque géant de la saison et donne l'occasion à Loïc Meillard (4e du général la saison précédente) de monter pour la première fois sur le podium cette saison dans cette discipline. Malgré une saison en demi-teinte, les Suisses sont quatre à figurer dans le top10 du classement final de la Coupe du Monde de géant. Le même jour se déroule le slalom féminin remporté par Andreja Slokar, devant Lena Dürr et Petra Vlhová à qui revient le Globe de la spécialité. C'est seulement la deuxième victoire de la prometteuse Slovène de 24 ans en Coupe du Monde après celle obtenue lors du parallèle de Zürs en début de saison. Deuxième de la première manche, Michelle Gisin est victime d'une spectaculaire chute sur le second tracé.
Le dernier jour de la saison, les Italiennes Federica Brignone et Marta Bassino signent un doublé italien devant Petra Vlhová dans le géant féminin. Après avoir dominé la spécialité durant toute la saison, Sara Hector, encore diminuée par sa lourde chute d'Åre, perd toute ses chances de remporter le Globe dès la première manche à l'issue de laquelle Mikaela Shiffrin est largement en tête. La neige molle de Méribel handicapant les dernières skieuses à s'élancer, l'Américaine voit le trophée qui semblait lui tendre les bras lui échapper et revient à Tessa Worley qui en se classant quatrième, gagne son deuxième petit globe de la discipline après 2017. Avant le dernier slalom masculin, ils sont encore cinq à pouvoir remporter le Globe de la spécialité. Ce sont les Norvégiens qui parviennent le mieux à gérer la neige de printemps qui cause la perte de nombreux favoris. Atle Lie McGrath gagne la course devant son compatriote Henrik Kristoffersen qui s'adjuge le Globe de slalom pour la troisième fois après 2016 et 2020.

## Classement général
| Rang | Nom                     | Points | Victoire(s) | Podium(s) |
| ---- | ----------------------- | ------ | ----------- | --------- |
|      | Marco Odermatt          | 1639   | 7           | 16        |
| 2    | Aleksander Aamodt Kilde | 1172   | 7           | 9         |
| 3    | Henrik Kristoffersen    | 954    | 5           | 7         |
| 4    | Matthias Mayer          | 880    | 1           | 7         |
| 5    | Vincent Kriechmayr      | 840    | 3           | 6         |
| 6    | Beat Feuz               | 820    | 1           | 7         |
| 7    | Manuel Feller           | 687    |             | 7         |
| 8    | Dominik Paris           | 680    | 2           | 3         |
| 9    | Lucas Braathen          | 655    | 1           | 4         |
| 10   | Alexis Pinturault       | 603    |             | 3         |
| 11   | Loïc Meillard           | 578    |             | 2         |
| 12   | Atle Lie McGrath        | 534    | 2           | 4         |
| 13   | Niels Hintermann        | 492    | 1           | 4         |
| 14   | James Crawford          | 396    |             | 1         |
| 15   | Ryan Cochran-Siegle     | 385    |             |           |
| 16   | Gino Caviezel           | 366    |             | 1         |
| 17   | Justin Murisier         | 360    |             |           |
| 18   | Daniel Hemetsberger     | 346    |             | 1         |
| 19   | Johan Clarey            | 342    |             | 1         |
| 20   | Travis Ganong           | 341    |             | 1         |

| Rang | Nom                   | Points | Victoire(s) | Podium(s) |
| ---- | --------------------- | ------ | ----------- | --------- |
|      | Mikaela Shiffrin      | 1493   | 5           | 14        |
| 2    | Petra Vlhová          | 1309   | 6           | 13        |
| 3    | Federica Brignone     | 1055   | 4           | 5         |
| 4    | Ragnhild Mowinckel    | 880    | 1           | 3         |
| 5    | Michelle Gisin        | 874    |             | 5         |
| 6    | Sofia Goggia          | 873    | 6           | 8         |
| 7    | Sara Hector           | 760    | 3           | 6         |
| 8    | Tessa Worley          | 747    | 2           | 4         |
| 9    | Corinne Suter         | 697    | 1           | 3         |
| 10   | Marta Bassino         | 673    |             | 4         |
| 11   | Lara Gut-Behrami      | 664    | 2           | 5         |
| 12   | Ramona Siebenhofer    | 636    |             | 2         |
| 13   | Elena Curtoni         | 585    | 1           | 3         |
| 14   | Wendy Holdener        | 513    |             | 2         |
| 15   | Katharina Liensberger | 511    | 1           | 3         |
| 16   | Mirjam Puchner        | 502    |             | 3         |
| 17   | Lena Dürr             | 473    |             | 4         |
| 18   | Romane Miradoli       | 444    | 1           | 1         |
| 19   | Ester Ledecka         | 443    | 1           | 3         |
| 20   | Katharina Truppe      | 433    |             |           |

## Classements de chaque discipline

### Descente
| Rang | Nom                 | Points | Victoire(s) | Podium(s) |
| ---- | ------------------- | ------ | ----------- | --------- |
|      | Aleksander A. Kilde | 620    | 3           | 4         |
| 2    | Beat Feuz           | 607    | 1           | 7         |
| 3    | Dominik Paris       | 522    | 2           | 3         |
| 4    | Marco Odermatt      | 517    |             | 4         |
| 5    | Matthias Mayer      | 508    | 1           | 3         |
| 6    | Vincent Kriechmayr  | 465    | 2           | 3         |
| 7    | Niels Hintermann    | 432    | 1           | 4         |
| 8    | Daniel Hemetsberger | 346    |             | 1         |
| 9    | Johan Clarey        | 301    |             | 1         |
| 10   | Ryan Cochran-Siegle | 230    | 1           | 1         |

| Rang | Nom                | Points | Victoire(s) | Podium(s) |
| ---- | ------------------ | ------ | ----------- | --------- |
|      | Sofia Goggia       | 504    | 4           | 5         |
| 2    | Corinne Suter      | 407    | 1           | 2         |
| 3    | Ester Ledecka      | 339    | 1           | 3         |
| 4    | Ramona Siebenhofer | 331    |             | 2         |
| 5    | Mirjam Puchner     | 296    |             | 2         |
| 6    | Ragnhild Mowinckel | 274    |             | 1         |
| 7    | Priska Nufer       | 257    | 1           | 1         |
| 8    | Nadia Delago       | 246    |             |           |
| 9    | Breezy Johnson     | 240    |             | 3         |
| 10   | Christine Scheyer  | 237    |             | 1         |

### Super-G
| Rang | Nom                 | Points | Victoire(s) | Podium(s) |
| ---- | ------------------- | ------ | ----------- | --------- |
|      | Aleksander A. Kilde | 530    | 4           | 5         |
| 2    | Marco Odermatt      | 402    | 2           | 4         |
| 3    | Vincent Kriechmayr  | 375    | 1           | 3         |
| 4    | Matthias Mayer      | 372    |             | 4         |
| 5    | James Crawford      | 226    |             | 1         |
| 6    | Beat Feuz           | 213    |             |           |
| 7    | Stefan Rogentin     | 173    |             |           |
| 8    | Raphael Haaser      | 170    |             | 1         |
| 9    | Dominik Paris       | 158    |             |           |
| 10   | Ryan Cochran-Siegle | 151    |             |           |

| Rang | Nom                | Points | Victoire(s) | Podium(s) |
| ---- | ------------------ | ------ | ----------- | --------- |
|      | Federica Brignone  | 506    | 3           | 3         |
| 2    | Elena Curtoni      | 390    | 1           | 3         |
| 3    | Mikaela Shiffrin   | 380    |             | 4         |
| 4    | Ragnhild Mowinckel | 353    | 1           | 2         |
| 5    | Sofia Goggia       | 332    | 2           | 3         |
| 6    | Lara Gut-Behrami   | 286    | 1           | 3         |
| 7    | Tamara Tippler     | 285    |             | 2         |
| 8    | Corinne Suter      | 277    |             | 1         |
| 9    | Romane Miradoli    | 275    | 1           | 1         |
| 10   | Marta Bassino      | 240    |             |           |

### Géant
| Rang | Nom                  | Points | Victoire(s) | Podium(s) |
| ---- | -------------------- | ------ | ----------- | --------- |
|      | Marco Odermatt       | 720    | 5           | 8         |
| 2    | Henrik Kristoffersen | 453    | 3           | 3         |
| 3    | Manuel Feller        | 326    |             | 3         |
| 4    | Lucas Braathen       | 308    |             | 2         |
| 5    | Alexis Pinturault    | 300    |             | 1         |
| 6    | Luca de Aliprandini  | 273    |             | 1         |
| 7    | Stefan Brennsteiner  | 253    |             | 1         |
| 8    | Loïc Meillard        | 252    |             | 1         |
| 9    | Justin Murisier      | 246    |             |           |
| 10   | Gino Caviezel        | 216    |             |           |

| Rang | Nom                     | Points | Victoire(s) | Podium(s) |
| ---- | ----------------------- | ------ | ----------- | --------- |
|      | Tessa Worley            | 567    | 2           | 4         |
| 2    | Sara Hector             | 540    | 3           | 6         |
| 3    | Mikaela Shiffrin        | 507    | 2           | 4         |
| 4    | Petra Vlhová            | 491    | 1           | 5         |
| 5    | Marta Bassino           | 356    |             | 3         |
| 6    | Federica Brignone       | 316    | 1           | 2         |
| 7    | Ragnhild Mowinckel      | 253    |             |           |
| 8    | Michelle Gisin          | 247    |             | 1         |
| 9    | Maryna Gąsienica-Daniel | 219    |             |           |
| 10   | Katharina Truppe        | 203    |             |           |

### Slalom
| Rang | Nom                    | Points | Victoire(s) | Podium(s) |
| ---- | ---------------------- | ------ | ----------- | --------- |
|      | Henrik Kristoffersen   | 451    | 2           | 4         |
| 2    | Manuel Feller          | 361    |             | 4         |
| 3    | Atle Lie McGrath       | 348    | 2           | 3         |
| 4    | Lucas Braathen         | 347    | 1           | 2         |
| 5    | Linus Straßer          | 307    | 1           | 3         |
| 6    | Daniel Yule            | 283    |             | 2         |
| 6    | Loïc Meillard          | 283    |             | 1         |
| 8    | Dave Ryding            | 262    | 1           | 2         |
| 9    | Clément Noël           | 257    | 1           | 2         |
| 10   | Sebastian Foss Solevåg | 252    | 1           | 1         |

| Rang | Nom                   | Points | Victoire(s) | Podium(s) |
| ---- | --------------------- | ------ | ----------- | --------- |
|      | Petra Vlhová          | 770    | 5           | 8         |
| 2    | Mikaela Shiffrin      | 501    | 2           | 5         |
| 3    | Lena Dürr             | 437    |             | 4         |
| 4    | Katharina Liensberger | 392    | 1           | 3         |
| 5    | Wendy Holdener        | 357    |             | 2         |
| 6    | Ana Bucik             | 277    |             |           |
| 7    | Michelle Gisin        | 247    |             | 2         |
| 8    | Andreja Slokar        | 225    | 1           | 1         |
| 9    | Katharina Truppe      | 219    |             |           |
| 10   | Anna Swenn-Larsson    | 208    |             | 1         |

### Parallèle
| Rang | Nom                  | Points | Victoire(s) | Podium(s) |
| ---- | -------------------- | ------ | ----------- | --------- |
| 1    | Christian Hirschbühl | 100    | 1           | 1         |
| 2    | Dominik Raschner     | 80     |             | 1         |
| 3    | Atle Lie McGrath     | 60     |             | 1         |
| 4    | Henrik Kristoffersen | 50     |             |           |
| 5    | Trevor Philp         | 45     |             |           |
| 6    | Adrian Pertl         | 40     |             |           |
| 7    | Erik Read            | 36     |             |           |
| 8    | Stefan Hadalin       | 32     |             |           |
| 9    | Julian Rauchfuss     | 29     |             |           |
| 10   | Zan Kranjec          | 26     |             |           |

| Rang | Nom                     | Points | Victoire(s) | Podium(s) |
| ---- | ----------------------- | ------ | ----------- | --------- |
| 1    | Andreja Slokar          | 100    | 1           | 1         |
| 2    | Thea Louise Stjernesund | 80     |             | 1         |
| 3    | Kristin Lysdahl         | 60     |             | 1         |
| 4    | Marta Bassino           | 50     |             |           |
| 5    | Sara Hector             | 45     |             |           |
| 6    | Marte Monsen            | 40     |             |           |
| 7    | Lena Dürr               | 36     |             |           |
| 8    | Tina Robnik             | 32     |             |           |
| 9    | Stephanie Brunner       | 29     |             |           |
| 10   | Coralie Frasse Sombet   | 26     |             |           |

## Coupe des nations
| Rang | Nation   | Points | Victoire(s) | Podium(s) |
| ---- | -------- | ------ | ----------- | --------- |
| 1    | Autriche | 10667  | 8           | 44        |
| 2    | Suisse   | 10410  | 14          | 51        |
| 3    | Italie   | 6511   | 13          | 24        |
| 4    | Norvège  | 6074   | 17          | 31        |
| 5    | France   | 4194   | 4           | 12        |

| Rang | Nation   | Points | Victoire(s) | Podium(s) |
| ---- | -------- | ------ | ----------- | --------- |
| 1    | Suisse   | 5705   | 9           | 32        |
| 2    | Autriche | 5682   | 6           | 28        |
| 3    | Norvège  | 4228   | 16          | 25        |
| 4    | Italie   | 2600   | 2           | 5         |
| 5    | France   | 2251   | 1           | 7         |

| Rang | Nation     | Points | Victoire(s) | Podium(s) |
| ---- | ---------- | ------ | ----------- | --------- |
| 1    | Autriche   | 4985   | 2           | 15        |
| 2    | Suisse     | 4705   | 4           | 18        |
| 3    | Italie     | 3911   | 11          | 20        |
| 4    | États-Unis | 2268   | 5           | 17        |
| 5    | France     | 1943   | 3           | 5         |

## Calendrier et résultats

### Messieurs
| N°                                                    | Lieu                   | Date             | Épreuve                                                                        | Vainqueur | Deuxième | Troisième |
| ----------------------------------------------------- | ---------------------- | ---------------- | ------------------------------------------------------------------------------ | --- | --- | --- |
| 1                                                     | Sölden                 | 24 octobre 2021  | Géant                                                                          | Marco Odermatt | Roland Leitinger | Žan Kranjec |
| 2                                                     | Zürs                   | 14 novembre 2021 | Géant Parallèle                                                                | Christian Hirschbühl | Dominik Raschner | Atle Lie McGrath |
| -                                                     | Lake Louise            | 26 novembre 2021 | Descente                                                                       | Épreuve annulée à cause des conditions météorologiques et reprogrammée à Beaver Creek                                                               | Épreuve annulée à cause des conditions météorologiques et reprogrammée à Beaver Creek                                                               | Épreuve annulée à cause des conditions météorologiques et reprogrammée à Beaver Creek                                                               |
| 3                                                     | 27 novembre 2021       | Descente         | Matthias Mayer                                                                 | Vincent Kriechmayr | Beat Feuz | |
| -                                                     | 28 novembre 2021       | Super-G          | Épreuve annulée à cause des conditions météorologiques et reprogramée à Bormio | Épreuve annulée à cause des conditions météorologiques et reprogramée à Bormio                                                                      | Épreuve annulée à cause des conditions météorologiques et reprogramée à Bormio                                                                      | |
| 4                                                     | Beaver Creek           | 2 décembre 2021  | Super-G                                                                        | Marco Odermatt | Matthias Mayer | Broderick Thompson |
| 5                                                     | Beaver Creek           | 3 décembre 2021  | Super-G                                                                        | Aleksander Aamodt Kilde | Marco Odermatt | Travis Ganong |
| 6                                                     | Beaver Creek           | 4 décembre 2021  | Descente                                                                       | Aleksander Aamodt Kilde | Matthias Mayer | Beat Feuz |
| -                                                     | Beaver Creek           | 5 décembre 2021  | Descente                                                                       | Épreuve annulée à cause des conditions météorologiques et reprogrammée à Kvitfjell                                                                  | Épreuve annulée à cause des conditions météorologiques et reprogrammée à Kvitfjell                                                                  | Épreuve annulée à cause des conditions météorologiques et reprogrammée à Kvitfjell                                                                  |
| 7                                                     | Val d'Isère            | 11 décembre 2021 | Géant                                                                          | Marco Odermatt | Alexis Pinturault | Manuel Feller |
| 8                                                     | Val d'Isère            | 12 décembre 2021 | Slalom                                                                         | Clément Noël | Kristoffer Jakobsen | Filip Zubčić |
| 9                                                     | Val Gardena            | 17 décembre 2021 | Super-G                                                                        | Aleksander Aamodt Kilde | Matthias Mayer | Vincent Kriechmayr |
| 10                                                    | Val Gardena            | 18 décembre 2021 | Descente                                                                       | Bryce Bennett | Otmar Striedinger | Niels Hintermann |
| 11                                                    | Alta Badia             | 19 décembre 2021 | Géant                                                                          | Henrik Kristoffersen | Marco Odermatt | Manuel Feller |
| 12                                                    | Alta Badia             | 20 décembre 2021 | Géant                                                                          | Marco Odermatt | Luca De Aliprandini | Alexander Schmid |
| 13                                                    | Madonna                | 22 décembre 2021 | Slalom                                                                         | Sebastian Foss Solevåg | Alexis Pinturault | Kristoffer Jakobsen |
| 14                                                    | Bormio                 | 28 décembre 2021 | Descente                                                                       | Dominik Paris | Marco Odermatt | Niels Hintermann |
| 15                                                    | Bormio                 | 29 décembre 2021 | Super-G                                                                        | Aleksander Aamodt Kilde | Raphael Haaser | Vincent Kriechmayr |
| -                                                     | Bormio                 | 30 décembre 2021 | Super-G                                                                        | Épreuve annulée en raison de chutes de pluie sur la piste et reprogrammée à Wengen                                                                  | Épreuve annulée en raison de chutes de pluie sur la piste et reprogrammée à Wengen                                                                  | Épreuve annulée en raison de chutes de pluie sur la piste et reprogrammée à Wengen                                                                  |
| -                                                     | Zagreb                 | 6 janvier 2022   | Slalom                                                                         | La course, reportée de 24 heures, est annulée après le passage de 19 coureurs, la piste étant trop dégradée pour assurer des conditions régulières. | La course, reportée de 24 heures, est annulée après le passage de 19 coureurs, la piste étant trop dégradée pour assurer des conditions régulières. | La course, reportée de 24 heures, est annulée après le passage de 19 coureurs, la piste étant trop dégradée pour assurer des conditions régulières. |
| 16                                                    | Adelboden              | 8 janvier 2022   | Géant                                                                          | Marco Odermatt | Manuel Feller | Alexis Pinturault |
| 17                                                    | Adelboden              | 9 janvier 2022   | Slalom                                                                         | Johannes Strolz | Manuel Feller | Linus Strasser |
| 18                                                    | Wengen                 | 13 janvier 2022  | Super-G                                                                        | Marco Odermatt | Aleksander Aamodt Kilde | Matthias Mayer |
| 19                                                    | Wengen                 | 14 janvier 2022  | Descente                                                                       | Aleksander Aamodt Kilde | Marco Odermatt | Beat Feuz |
| 20                                                    | Wengen                 | 15 janvier 2022  | Descente                                                                       | Vincent Kriechmayr | Beat Feuz | Dominik Paris |
| 21                                                    | Wengen                 | 16 janvier 2022  | Slalom                                                                         | Lucas Braathen | Daniel Yule | Giuliano Razzoli |
| 22                                                    | Kitzbühel              | 21 janvier 2022  | Descente                                                                       | Aleksander Aamodt Kilde | Johan Clarey | Blaise Giezendanner |
| 23                                                    | Kitzbühel              | 22 janvier 2022  | Slalom                                                                         | Dave Ryding | Lucas Braathen | Henrik Kristoffersen |
| 24                                                    | Kitzbühel              | 23 janvier 2022  | Descente                                                                       | Beat Feuz | Marco Odermatt | Daniel Hemetsberger |
| 25                                                    | Schladming             | 25 janvier 2022  | Slalom                                                                         | Linus Straßer | Atle Lie McGrath | Manuel Feller |
| Pékin Jeux olympiques de Pékin (4 au 20 février 2022) |                        |                  |                                                                                | | | |
| 26                                                    | Garmisch-Partenkirchen | 26 février 2022  | Slalom                                                                         | Henrik Kristoffersen | Loïc Meillard | Manuel Feller |
| 27                                                    | Garmisch-Partenkirchen | 27 février 2022  | Slalom                                                                         | Henrik Kristoffersen | Dave Ryding | Linus Straßer |
| 28                                                    | Kvitfjell              | 4 mars 2022      | Descente                                                                       | Niels Hintermann Cameron Alexander | Non attribuée | Matthias Mayer |
| 29                                                    | Kvitfjell              | 5 mars 2022      | Descente                                                                       | Dominik Paris | Aleksander Aamodt Kilde | Niels Hintermann Beat Feuz |
| 30                                                    | Kvitfjell              | 6 mars 2022      | Super-G                                                                        | Aleksander Aamodt Kilde | James Crawford | Matthias Mayer |
| 31                                                    | Flachau                | 9 mars 2022      | Slalom                                                                         | Atle Lie McGrath | Clément Noël | Daniel Yule |
| 32                                                    | Kranjska Gora          | 12 mars 2022     | Géant                                                                          | Henrik Kristoffersen | Lucas Braathen Marco Odermatt | Non attribuée |
| 33                                                    | Kranjska Gora          | 13 mars 2022     | Géant                                                                          | Henrik Kristoffersen | Stefan Brennsteiner | Marco Odermatt |
| Finales                                               |                        |                  |                                                                                | | | |
| 34                                                    | Courchevel/Méribel     | 16 mars 2022     | Descente                                                                       | Vincent Kriechmayr | Marco Odermatt | Beat Feuz |
| 35                                                    | Courchevel/Méribel     | 17 mars 2022     | Super-G                                                                        | Vincent Kriechmayr | Marco Odermatt | Gino Caviezel |
| 36                                                    | Courchevel/Méribel     | 19 mars 2022     | Géant                                                                          | Marco Odermatt | Lucas Braathen | Loïc Meillard |
| 37                                                    | Courchevel/Méribel     | 20 mars 2022     | Slalom                                                                         | Atle Lie McGrath | Henrik Kristoffersen | Manuel Feller |

### Dames
| N°                                                    | Lieu                   | Date             | Épreuve          | Vainqueur                                                                         | Deuxième                                                                          | Troisième                                                                         |
| ----------------------------------------------------- | ---------------------- | ---------------- | ---------------- | --------------------------------------------------------------------------------- | --------------------------------------------------------------------------------- | --------------------------------------------------------------------------------- |
| 1                                                     | Sölden                 | 23 octobre 2021  | Géant            | Mikaela Shiffrin                                                                  | Lara Gut-Behrami                                                                  | Petra Vlhová                                                                      |
| 2                                                     | Zürs                   | 13 novembre 2021 | Géant Parallèle  | Andreja Slokar                                                                    | Thea Louise Stjernesund                                                           | Kristin Lysdahl                                                                   |
| 3                                                     | Levi                   | 20 novembre 2021 | Slalom           | Petra Vlhová                                                                      | Mikaela Shiffrin                                                                  | Lena Dürr                                                                         |
| 4                                                     | 21 novembre 2021       | Slalom           | Petra Vlhová     | Mikaela Shiffrin                                                                  | Lena Dürr                                                                         |                                                                                   |
| -                                                     | Killington             | 27 novembre 2021 | Géant            | Épreuve annulée à cause des conditions météorologiques, reprogrammée à Courchevel | Épreuve annulée à cause des conditions météorologiques, reprogrammée à Courchevel | Épreuve annulée à cause des conditions météorologiques, reprogrammée à Courchevel |
| 5                                                     | 28 novembre 2021       | Slalom           | Mikaela Shiffrin | Petra Vlhová                                                                      | Wendy Holdener                                                                    |                                                                                   |
| 6                                                     | Lake Louise            | 3 décembre 2021  | Descente         | Sofia Goggia                                                                      | Breezy Johnson                                                                    | Mirjam Puchner                                                                    |
| 7                                                     | Lake Louise            | 4 décembre 2021  | Descente         | Sofia Goggia                                                                      | Breezy Johnson                                                                    | Corinne Suter                                                                     |
| 8                                                     | Lake Louise            | 5 décembre 2021  | Super-G          | Sofia Goggia                                                                      | Lara Gut-Behrami                                                                  | Mirjam Puchner                                                                    |
| 9                                                     | Saint-Moritz           | 11 décembre 2021 | Super-G          | Lara Gut-Behrami                                                                  | Sofia Goggia                                                                      | Mikaela Shiffrin                                                                  |
| 10                                                    | Saint-Moritz           | 12 décembre 2021 | Super-G          | Federica Brignone                                                                 | Elena Curtoni                                                                     | Mikaela Shiffrin                                                                  |
| 11                                                    | Val d'Isère            | 18 décembre 2021 | Descente         | Sofia Goggia                                                                      | Breezy Johnson                                                                    | Mirjam Puchner                                                                    |
| 12                                                    | Val d'Isère            | 19 décembre 2021 | Super-G          | Sofia Goggia                                                                      | Ragnhild Mowinckel                                                                | Elena Curtoni                                                                     |
| 13                                                    | Courchevel             | 21 décembre 2021 | Géant            | Mikaela Shiffrin                                                                  | Sara Hector                                                                       | Michelle Gisin                                                                    |
| 14                                                    | Courchevel             | 22 décembre 2021 | Géant            | Sara Hector                                                                       | Mikaela Shiffrin                                                                  | Marta Bassino                                                                     |
| 15                                                    | Lienz                  | 28 décembre 2021 | Géant            | Tessa Worley                                                                      | Petra Vlhová                                                                      | Sara Hector                                                                       |
| 16                                                    | Lienz                  | 29 décembre 2021 | Slalom           | Petra Vlhová                                                                      | Katharina Liensberger                                                             | Michelle Gisin                                                                    |
| 17                                                    | Zagreb                 | 4 janvier 2022   | Slalom           | Petra Vlhová                                                                      | Mikaela Shiffrin                                                                  | Katharina Liensberger                                                             |
| 18                                                    | Kranjska Gora          | 8 janvier 2022   | Géant            | Sara Hector                                                                       | Tessa Worley                                                                      | Marta Bassino                                                                     |
| 19                                                    | Kranjska Gora          | 9 janvier 2022   | Slalom           | Petra Vlhová                                                                      | Wendy Holdener                                                                    | Anna Swenn-Larsson                                                                |
| 20                                                    | Schladming             | 11 janvier 2022  | Slalom           | Mikaela Shiffrin                                                                  | Petra Vlhová                                                                      | Lena Dürr                                                                         |
| 21                                                    | Altenmarkt-Zauchensee  | 15 janvier 2022  | Descente         | Lara Gut-Behrami                                                                  | Kira Weidle                                                                       | Ramona Siebenhofer                                                                |
| 22                                                    | Altenmarkt-Zauchensee  | 16 janvier 2022  | Super-G          | Federica Brignone                                                                 | Corinne Suter                                                                     | Ariane Rädler                                                                     |
| 23                                                    | Cortina d'Ampezzo      | 22 janvier 2022  | Descente         | Sofia Goggia                                                                      | Ramona Siebenhofer                                                                | Ester Ledecká                                                                     |
| 24                                                    | Cortina d'Ampezzo      | 23 janvier 2022  | Super-G          | Elena Curtoni                                                                     | Tamara Tippler                                                                    | Michelle Gisin                                                                    |
| 25                                                    | Kronplatz              | 25 janvier 2022  | Géant            | Sara Hector                                                                       | Petra Vlhová                                                                      | Tessa Worley                                                                      |
| 26                                                    | Garmisch-Partenkirchen | 29 janvier 2022  | Descente         | Corinne Suter                                                                     | Jasmine Flury                                                                     | Cornelia Hütter                                                                   |
| 27                                                    | Garmisch-Partenkirchen | 30 janvier 2022  | Super-G          | Federica Brignone Cornelia Hütter                                                 | Non attribuée                                                                     | Tamara Tippler                                                                    |
| Pékin Jeux olympiques de Pékin (4 au 20 février 2022) |                        |                  |                  |                                                                                   |                                                                                   |                                                                                   |
| 28                                                    | Crans-Montana          | 26 février 2022  | Descente         | Ester Ledecká                                                                     | Ragnhild Mowinckel                                                                | Cornelia Hütter                                                                   |
| 29                                                    | Crans-Montana          | 27 février 2022  | Descente         | Priska Nufer                                                                      | Ester Ledecká                                                                     | Sofia Goggia                                                                      |
| 30                                                    | Lenzerheide            | 5 mars 2022      | Super-G          | Romane Miradoli                                                                   | Mikaela Shiffrin                                                                  | Lara Gut-Behrami                                                                  |
| 31                                                    | Lenzerheide            | 6 mars 2022      | Géant            | Tessa Worley                                                                      | Federica Brignone                                                                 | Sara Hector                                                                       |
| 32                                                    | Åre                    | 11 mars 2022     | Géant            | Petra Vlhová                                                                      | Marta Bassino                                                                     | Mikaela Shiffrin                                                                  |
| 33                                                    | Åre                    | 12 mars 2022     | Slalom           | Katharina Liensberger                                                             | Mina Fürst Holtmann                                                               | Michelle Gisin                                                                    |
| Finales                                               |                        |                  |                  |                                                                                   |                                                                                   |                                                                                   |
| 34                                                    | Courchevel/Méribel     | 16 mars 2022     | Descente         | Mikaela Shiffrin                                                                  | Christine Scheyer Joana Hälen                                                     | Non attribuée                                                                     |
| 35                                                    | Courchevel/Méribel     | 17 mars 2022     | Super-G          | Ragnhild Mowinckel                                                                | Mikaela Shiffrin                                                                  | Michelle Gisin                                                                    |
| 36                                                    | Courchevel/Méribel     | 19 mars 2022     | Slalom           | Andreja Slokar                                                                    | Lena Dürr                                                                         | Petra Vlhová                                                                      |
| 37                                                    | Courchevel/Méribel     | 20 mars 2022     | Géant            | Federica Brignone                                                                 | Marta Bassino                                                                     | Petra Vlhová                                                                      |

### Mixte
| N°                                                    | Lieu               | Date         | Épreuve         | Vainqueur                                                                | Deuxième                                                                       | Troisième                                                        |
| ----------------------------------------------------- | ------------------ | ------------ | --------------- | ------------------------------------------------------------------------ | ------------------------------------------------------------------------------ | ---------------------------------------------------------------- |
| Pékin Jeux olympiques de Pékin (4 au 20 février 2022) |                    |              |                 |                                                                          |                                                                                |                                                                  |
| 1                                                     | Courchevel/Méribel | 18 mars 2022 | Géant Parallèle | Suisse Delphine Darbellay Livio Simonet Andrea Ellenberger Fadri Janutin | Autriche Ricarda Haaser Stefan Brennsteiner Katharina Truppe Patrick Feurstein | Allemagne Antonia Kermer Julian Rauchfuss Lena Dürr Fabian Gratz |